# Richard Petruška
Richard Petruška, né le 25 janvier 1969 à Levice en Tchécoslovaquie, est un ancien joueur slovaque de basket-ball. Il évolue durant sa carrière aux postes d'ailier fort et de pivot.

## Palmarès
- Champion NBA 1994 avec les Rockets de Houston.